# Please Please Me (пісня)
Please Please Me — пісня гурту «The Beatles», написана Джоном Ленноном та Полом Маккартні. Входить до однойменного альбому гурту, випущеного британською фірмою «Parlophone» 22 березня 1963.

## Історія
Please Please Me була записана учасниками «The Beatles» 11 лютого 1963 — в один день з більшою частиною пісень, які увійшли до однойменного альбому. Перший запис пісні відбувся 11 вересня 1962. Однак цей варіант запису не був затверджений для серійного випуску. 26 листопада 1962 члени «The Beatles» перезаписали пісню, після чого вона була випущена у Британії фірмою «Parlophone» (яка була підконтрольна «EMI») 12 січня 1963. Американська звукозаписуюча фірма «Capitol Records», яка також є філією «EMI», в цей час відмовляється від випуску пісні у США, завернувши її запис (як і значну частину інших ранніх записів «The Beatles»). Проте інша американська фірма — «Vee Jay», що розташована у Чикаго — випустила пісню 25 лютого 1963 (повторно це було зроблено 30 січня 1964 та 10 серпня цього ж року). Після того, як гурт став популярним у США, пісня зайняла перші сходинки на території держави.

## Пісня
На початку 1963 Please Please Me очолила британський хіт-парад, а вже через рік зайняла третю позицію у США. Пісня вирізняється значним динамізмом, який часто можна почути у британському рок-н-ролі тих часів, однак рідко зустрічався у класичній рок-музиці незалежно від напряму. Джон Леннон, який на той час був великим прихильником Роя Орбісона, початково написав цю пісню саме у його «занадто драматичному» стилі виконання. Однак продюсер «The Beatles» Джордж Мартін вирішив, що вона краще звучатиме у більш «швидкому» виконанні, крім цього за його порадами під час запису було використано губну гармоніку (як у «Love Me Do»). Після закінчення роботи над новою версією Please Please Me Мартін заявив, що це буде перший «хіт номер один» гурту «The Beatles».

## Цікаві факти
- Деякий час ходили чутки, що, виходячи з назви, у пісні є приховані натяки на оральний секс. Однак члени «The Beatles» спростували їх, а сам Джон Леннон, за його власними словами, був здивований «подвійним» трактуванням слова «please» («задоволення»)
- Після першого випуску пісні у США на обгортці була допущена орфографічна помилка, внаслідок чого група значилася як «Beattles»
- У Великій Британії запис пісні було перевидано у 1983 — на честь двадцятиріччя з моменту її першого випуску
- Вперше на телебаченні пісня була виконана «The Beatles» під час виступу у передачі «Thank Your Lucky Stars» 19 січня 1963 (це була їхня перша поява на телебаченні загалом)
- Please Please Me була виконана «The Beatles» під час другого виступу на Шоу Еда Саллівана («Ed Sullivan Show») у 1964. Сам Ед Салліван не був фанатом рок-гуртів, однак любив «The Beatles» та приймав їх як гостей, коли міг
- Please Please Me — другий сингл, випущений у Великій Британії, першим був «Love Me Do»
- Please Please Me — улюблена пісня Кіта Річардса

## В альбомах та збірниках
| Рік  | Альбом/Збірник                                  |
| ---- | ----------------------------------------------- |
| 1963 | Please Please Me                                |
| 1963 | The Beatles' Hits                               |
| 1964 | Jolly What! The Beatles & Frank Ifield on Stage |
| 1964 | Songs, Pictures and Stories                     |
| 1965 | The Early Beatles                               |
| 1973 | The Beatles 1962—1966                           |
| 1985 | Ready Steady Go!                                |
| 1992 | The Beatles Box Set                             |
| 1992 | Compact Disc EP Collection                      |
| 1993 | Compact Disc Singles Collection                 |
| 1994 | Complete BBC Sessions                           |
| 1995 | Anthology 1                                     |
| 1995 | The Ultimate Box Set                            |
| 1999 | EP Boxset                                       |
| 1999 | Forever Gold                                    |
| 2001 | Beatles Story                                   |
| 2003 | Around the World                                |
| 2003 | The Beatles in Washington, D.C., Feb. 11, 1964  |
| 2004 | The First U.S. Visit [Apple DVD]                |
| 2006 | The Capitol Albums, Vol. 2                      |
| 2007 | Cavern: The Most Famous Club in the World       |
| 2007 | Audiobiography                                  |
| 2009 | The Beatles: Stereo Box Set                     |
| 2009 | The Beatles USB                                 |
| 2010 | The Beatles 1962-1970                           |